# Горній Кралєвець (Вратишинець)
46°28′ пн. ш. 16°28′ сх. д. / 46.46° пн. ш. 16.47° сх. д.
Горній Кралєвець (хорв. Gornji Kraljevec) — населений пункт у Хорватії, у Меджимурській жупанії у складі громади Вратишинець.

## Населення
Населення за даними перепису 2011 року становило 592 осіб.
Динаміка чисельності населення поселення:

## Клімат
Середня річна температура становить 10,05 °C, середня максимальна – 24,50 °C, а середня мінімальна – -6,92 °C. Середня річна кількість опадів – 811 мм.
| Клімат поселення                              | Клімат поселення | Клімат поселення | Клімат поселення | Клімат поселення | Клімат поселення | Клімат поселення | Клімат поселення | Клімат поселення | Клімат поселення | Клімат поселення | Клімат поселення | Клімат поселення | Клімат поселення |
| Показник                                      | Січ.             | Лют.             | Бер.             | Квіт.            | Трав.            | Черв.            | Лип.             | Серп.            | Вер.             | Жовт.            | Лист.            | Груд.            |                  |
| Середній максимум, °C                         | 5,29             | 7,47             | 11,94            | 16,62            | 21,78            | 24,50            | 23,94            | 23,41            | 19,42            | 14,12            | 8,30             | 4,48             |                  |
| Середня температура, °C                       | −0,82            | 1,36             | 5,85             | 10,51            | 15,70            | 18,38            | 19,92            | 19,40            | 15,42            | 10,10            | 4,32             | 0,46             |                  |
| Середній мінімум, °C                          | −6,92            | −4,73            | −0,25            | 4,42             | 9,60             | 12,30            | 15,92            | 15,40            | 11,41            | 6,10             | 0,30             | −3,54            |                  |
| Норма опадів, мм                              | 38               | 41               | 52               | 63               | 73               | 90               | 90               | 85               | 78               | 72               | 75               | 54               |                  |
| Середньомісячна швидкість вітру, м/с          | 2.00             | 2.29             | 2.60             | 2.64             | 2.47             | 2.20             | 2.10             | 1.90             | 1.90             | 1.94             | 2.10             | 2.10             |                  |
| Середньомісячна сонячна радіація, кДж/м²·день | 3994             | 6711             | 10512            | 14939            | 18958            | 20935            | 21337            | 18618            | 13832            | 8577             | 4416             | 3193             |                  |
| --------------------------------------------- | ---------------- | ---------------- | ---------------- | ---------------- | ---------------- | ---------------- | ---------------- | ---------------- | ---------------- | ---------------- | ---------------- | ---------------- | ---------------- |
| Джерело:                                      |                  |                  |                  |                  |                  |                  |                  |                  |                  |                  |                  |                  |                  |